# Castello di Canossa
Il castello di Canossa si trova nel comune di Canossa in provincia di Reggio Emilia, nell'Appennino reggiano.
Dal dicembre 2014 il Ministero per i beni e le attività culturali lo gestisce tramite il Polo museale dell'Emilia-Romagna, nel dicembre 2019 divenuto Direzione regionale Musei.

## Storia

### Origine
La rocca fu costruita verso l'anno 940 da Adalberto Atto, figlio di Sigifredo di Lucca, principe di stirpe longobarda. Oltre alla casa dominicale, sulla sommità della rupe, il castello comprendeva un monastero nel quale risiedevano abitualmente dodici monaci dell'ordine dei benedettini cluniacensi e la chiesa di Sant'Apollonio. Era difesa da triplice giro di mura e fra il primo e il secondo, i più bassi, prendevano posto i fabbricati di ricovero per gli armati e i servi e i fabbricati che costituivano i borghi.
Durante il Medioevo la rocca fu imprendibile e in essa ebbe rifugio sicuro la regina Adelaide, vedova di Lotario II re d'Italia, che nel 950 si riparò a Canossa per difendersi dal marchese d'Ivrea, Berengario II, che per oltre 3 anni assediò, senza risultato, la rocca.

### L'andata a Canossa di Enrico IV
L'episodio principale per cui è famosa Canossa è la conciliazione dell'imperatore Enrico (o Arrigo) IV col pontefice Gregorio VII nell'anno 1077, di cui Matilde fu protagonista, e da cui deriva il detto andare a Canossa, diffuso in tutte le lingue europee.

### Dopo Matilde
Dopo la morte della gran contessa Matilde di Canossa, avvenuta a Bondeno di Roncore il 24 luglio 1115, si accese una grande lotta per l'eredità del patrimonio matildico (di cui facevano parte anche il vicino castello di Rossena e la Rossenella) avendo questa in vita fatta solenne donazione di tutti i suoi beni alla Chiesa.
Con alterne vicende il castello fu dei successori di Matilde, poi dei reggiani, che lo distrussero fino alle fondamenta nel 1255, poi di nuovo dei Canossa, indi di Giberto da Correggio, morto nel 1321. Sulla fine di quest'anno il castello ritornò al Comune di Reggio che lo tenne fino al 1402. Nel Trecento i Visconti, signori di Reggio Emilia dal 1371, dotarono il castello di armi da fuoco. Nel 1392 il castellano visconteo Pisanello de' Pisi trafugò dalla chiesa della fortificazione le reliquie di Sant'Apollonio, San Vittore e Santa Corona e le inviò a Ottone Mandelli, che le donò alla chiesa di San Francesco a Pavia.
Nel 1402 Simone, Guido e Alberto Canossa ripresero possesso del castello; questi nell'anno 1409 cedettero la rocca definitivamente agli Estensi, che salvo qualche breve periodo contrastato (nel 1557 da Ottavio Farnese, duca di Parma) lo tennero fino al 1796.
Nel 1502 Ercole I nominò capitano della rocca Ludovico Ariosto che vi risiedette per quasi sei mesi consecutivi, e nel 1593 il castello diventò feudo dei conti Rondinelli.
Nel 1642 il duca Francesco I investì di Canossa la famiglia Valentini che tenne il feudo fino al 1796.
In quell'anno gli abitanti di Canossa si ribellarono aggregandosi alla Repubblica di Reggio e Napoleone I, con decreto dell'8 giugno 1805, istituiva il Comune di Canossa che nel 1809 fu unito a quello di Quattro Castella.

Nel 1815, dopo la Restaurazione, il Comune di Quattro Castella fece parte di quello di San Polo e nel 1819 i conti Valentini ottennero dal Duca di rientrare in possesso del feudo di Canossa. Ne restarono proprietari fino al 1878, anno in cui lo Stato acquistò la rocca, dichiarandola Monumento Nazionale. Il castello è stato oggetto di una serie di interventi di restauro e recupero. Questi interventi sono stati realizzati anche grazie ai fondi del Gioco del Lotto, in base a quanto regolato dalla legge 662/96.

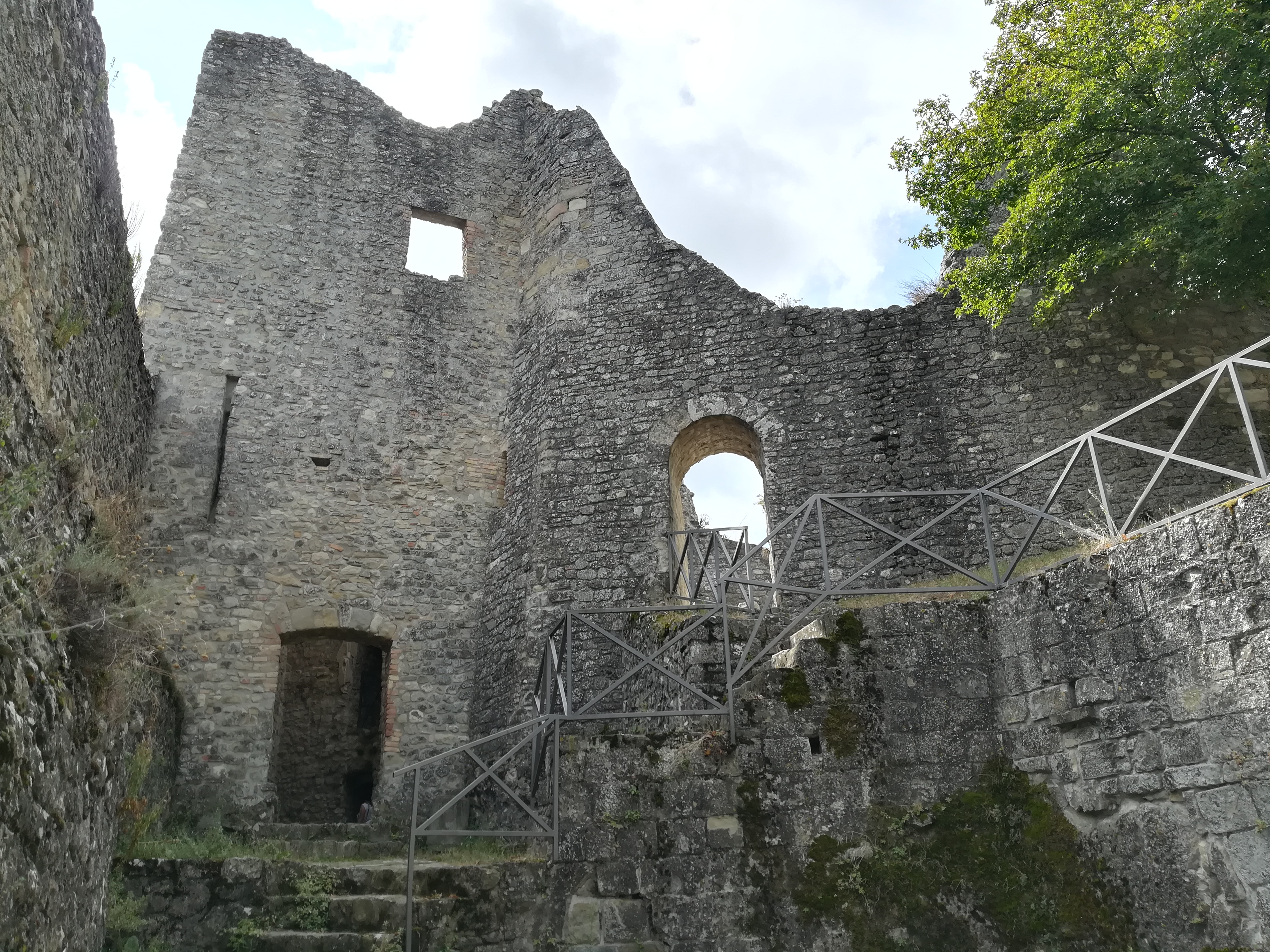
Castello di Canossa - Ruderi
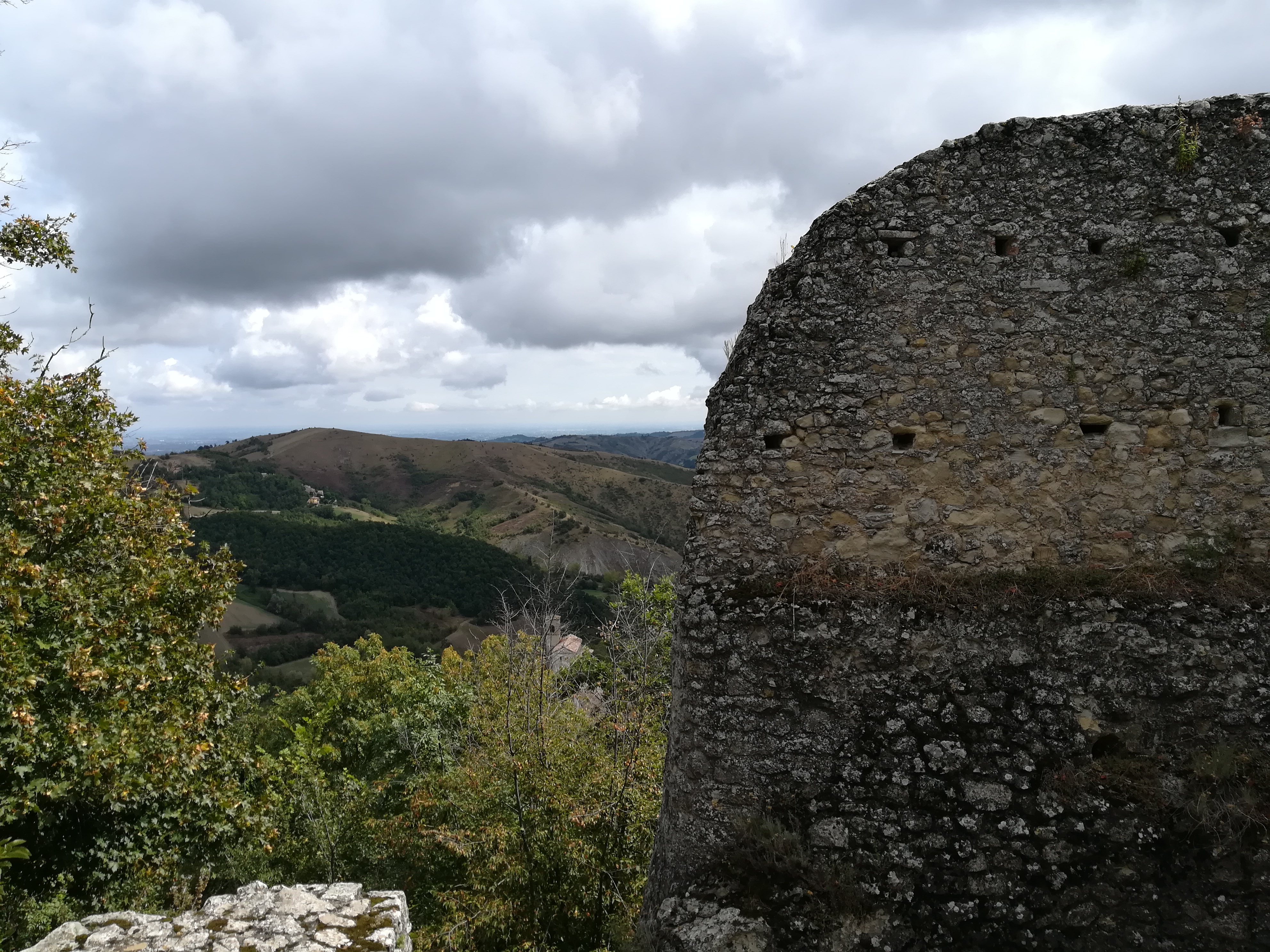
Castello di Canossa - Panorama
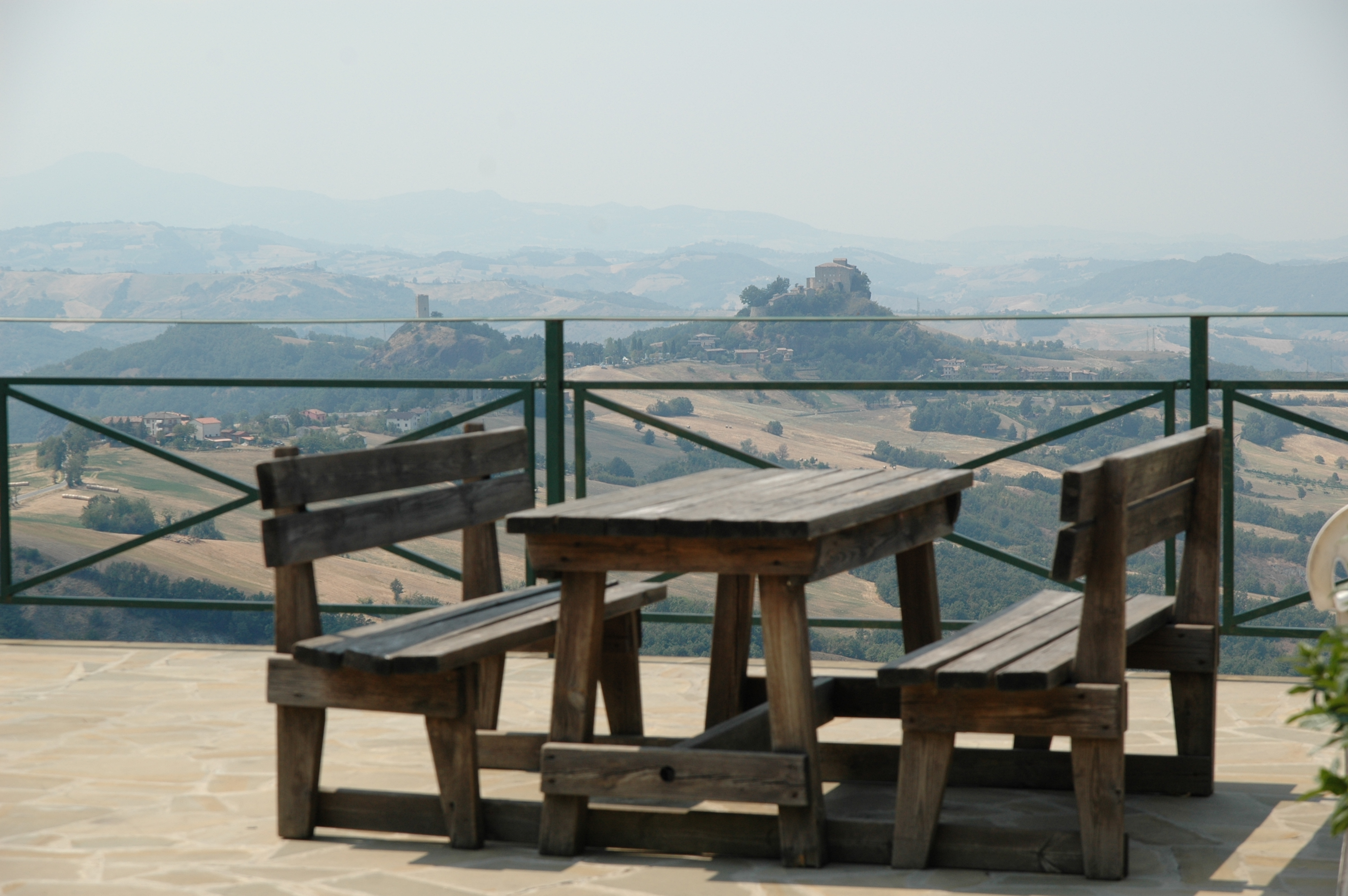
Castello di Rossena e Rossenella visti dal Castello di Canossa
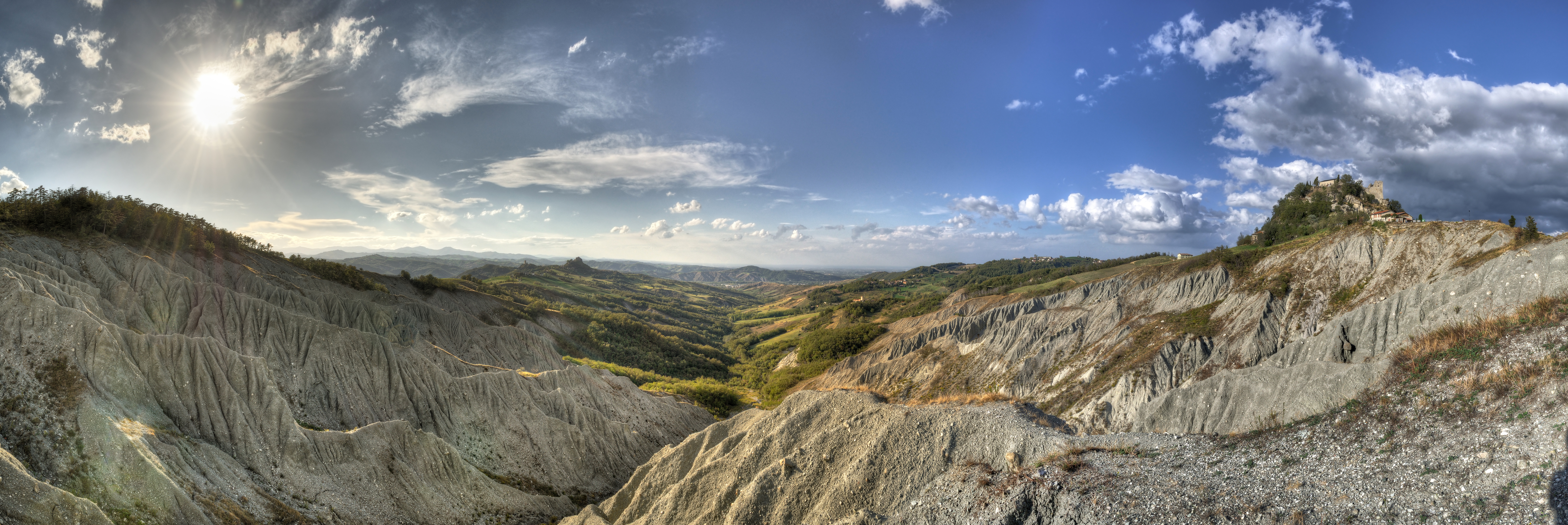
Calanchi in prossimità del Castello di Canossa
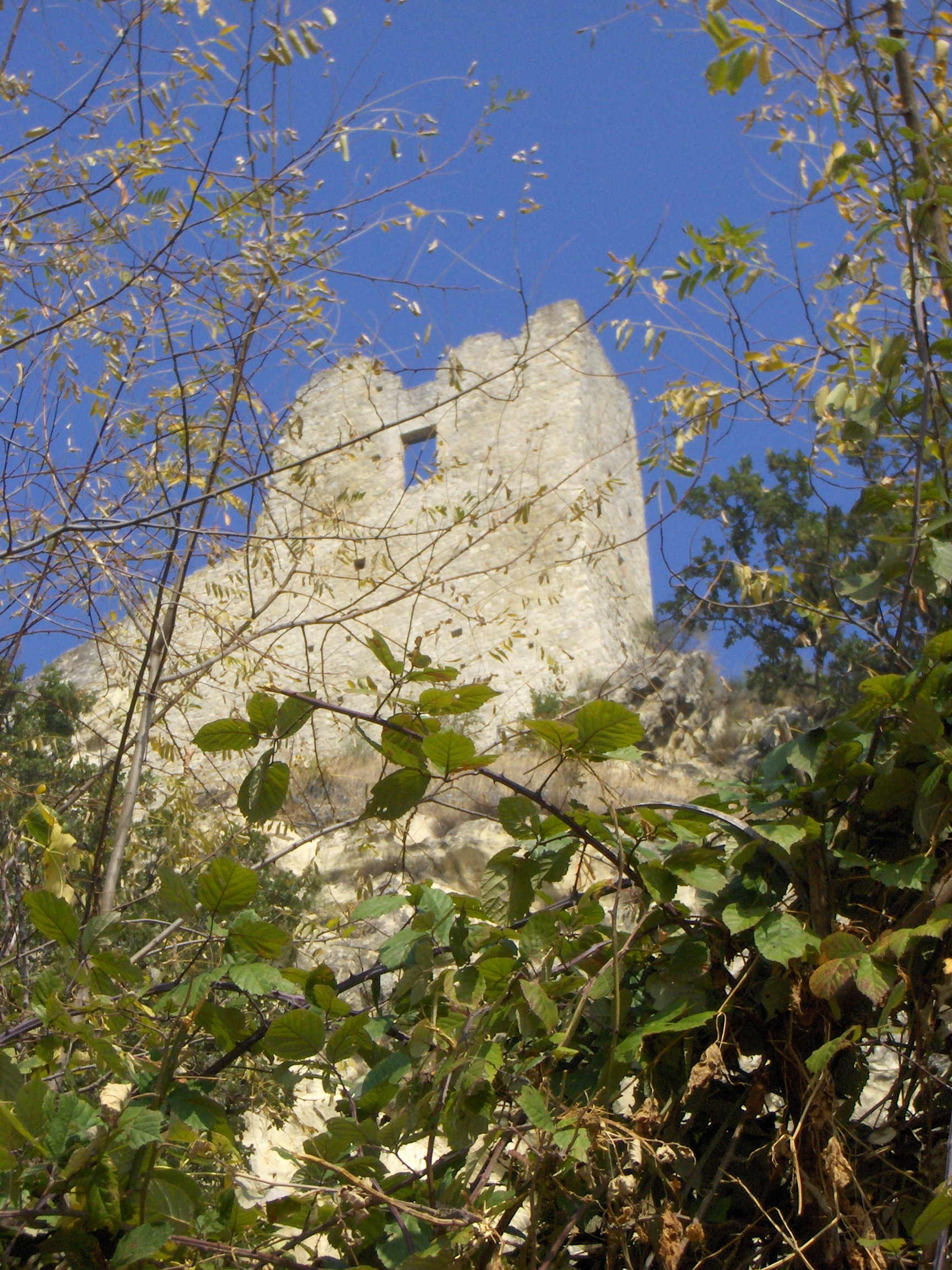
Castello di Canossa - Ruderi lato est